# Юлемистеярве
Ю́лемистея́рве (эст. Ülemistejärve) — микрорайон в районе Кесклинн города Таллина, столицы Эстонии. 

## География

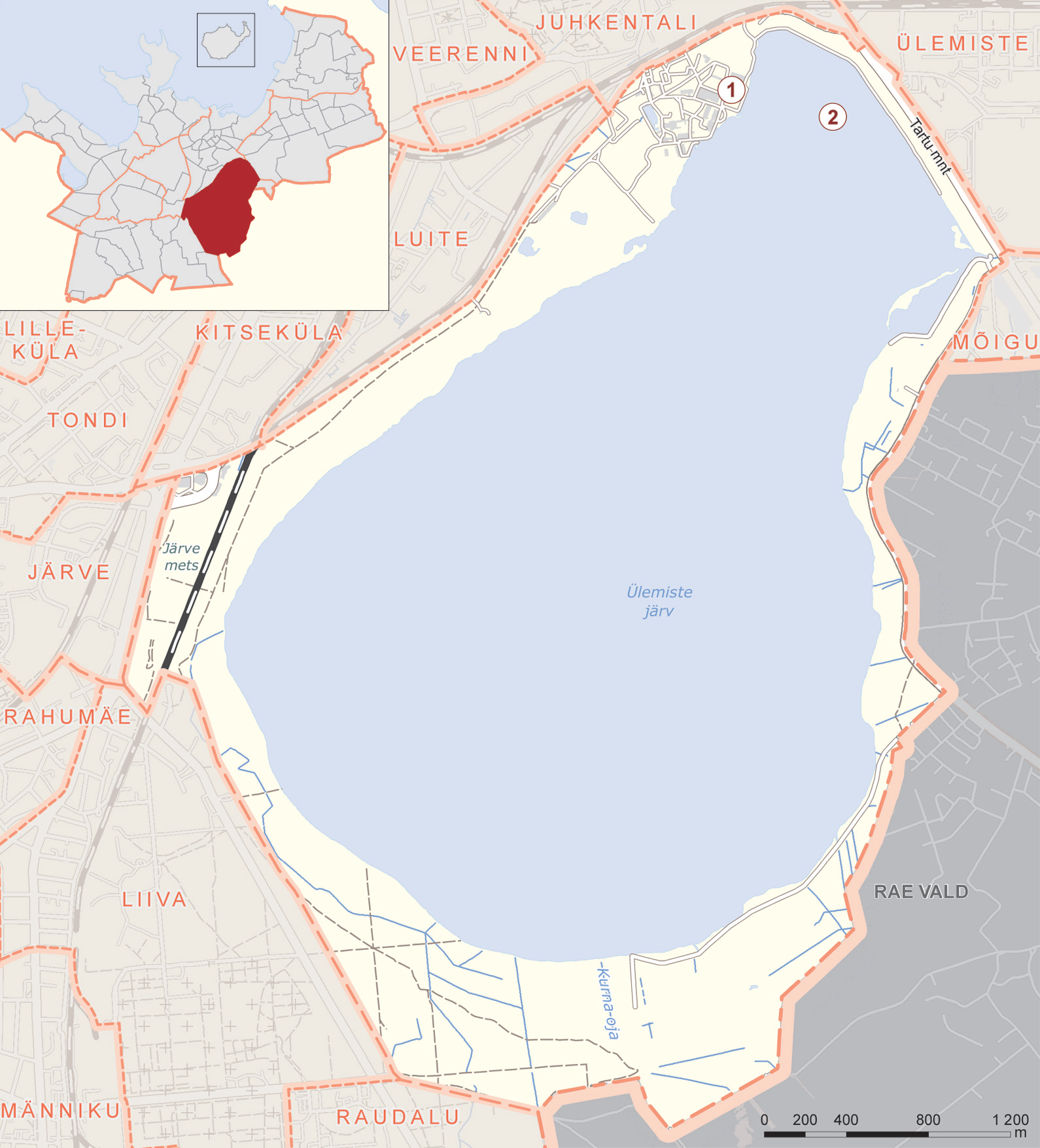
Карта микрорайона Юлемистеярве

Граничит с микрорайонами Китсекюла, Лийва, Луйте, Мыйгу, Раудалу, Юлемисте, Юхкентали и Ярве и волостью Раэ. По площади является самым большим микрорайоном Таллина (13,96 км²), т. к. включает в себя площадь озера Юлемисте (9,6 км²).

## Улицы
Через микрорайон проходят Тартуское шоссе и улица Ярвевана. На западе он граничит с Пярнуским шоссе.

## Население
По данным Регистра народонаселения, по состоянию на 1 января 2023 года число жителей Юлемистеярве составляло 172 человека; по численности населения микрорайон занимал 74-е место среди 84 микрорайонов Таллина.
| Численность населения микрорайона Юлемистеярве на 1 января по данным Регистра народонаселения | Численность населения микрорайона Юлемистеярве на 1 января по данным Регистра народонаселения | Численность населения микрорайона Юлемистеярве на 1 января по данным Регистра народонаселения | Численность населения микрорайона Юлемистеярве на 1 января по данным Регистра народонаселения | Численность населения микрорайона Юлемистеярве на 1 января по данным Регистра народонаселения | Численность населения микрорайона Юлемистеярве на 1 января по данным Регистра народонаселения | Численность населения микрорайона Юлемистеярве на 1 января по данным Регистра народонаселения |
| 2008                                                                                          | 2011                                                                                          | 2012                                                                                          | 2013                                                                                          | 2014                                                                                          | 2015                                                                                          | 2016                                                                                          |
| --------------------------------------------------------------------------------------------- | --------------------------------------------------------------------------------------------- | --------------------------------------------------------------------------------------------- | --------------------------------------------------------------------------------------------- | --------------------------------------------------------------------------------------------- | --------------------------------------------------------------------------------------------- | --------------------------------------------------------------------------------------------- |
| 218                                                                                           | ↘214                                                                                          | ↘197                                                                                          | ↗198                                                                                          | ↗203                                                                                          | ↘199                                                                                          | ↗202                                                                                          |
| 2017                                                                                          | 2018                                                                                          | 2019                                                                                          | 2020                                                                                          | 2021                                                                                          | 2022                                                                                          | 2023                                                                                          |
| ↘194                                                                                          | ↗199                                                                                          | ↘185                                                                                          | ↗187                                                                                          | ↘182                                                                                          | →182                                                                                          | ↘172                                                                                          |

## История
В средние века озеро Юлемисте было окружено сосновым лесом. Во время Ливонской войны лес был уничтожен войсками Ивана Грозного. Вопрос о посадке нового леса на берегу озера был поднят в 1830 году, в ходе строительства нового участка Пярнуского шоссе. Систематические посадки леса начались в 1870 году. К 1918 году было посажено 184 гектара леса.
Из-за плохого качества воды в 1927 году была построена система фильтрации водоснабжения. Летом 1941 года её часть была уничтожена. В 1978 году было закончено строительство новой части водоочистной станции.

## Важнейшие объекты
Важнейшим объектом микрорайона является водоочистная станция Юлемисте.
Озеро Юлемисте — основной источник питьевой воды Таллина с XIV века. В озере находится охраняемый государством валун, носящий название Линдакиви (Камень Линды) и связанный с эстонским эпосом «Калевипоэг». В микрорайоне находится небольшое число жилых домов, отделенных от станции лесом Ярве. В основном, здесь живут люди, работающие на водоочистной станции.
В 2009 году на территории микрорайона было завершено строительство 14-этажного бизнес-центра «Delta Plaza» (Пярнуское шоссе 141).

## Галерея

Микрорайон Юлемистеярве
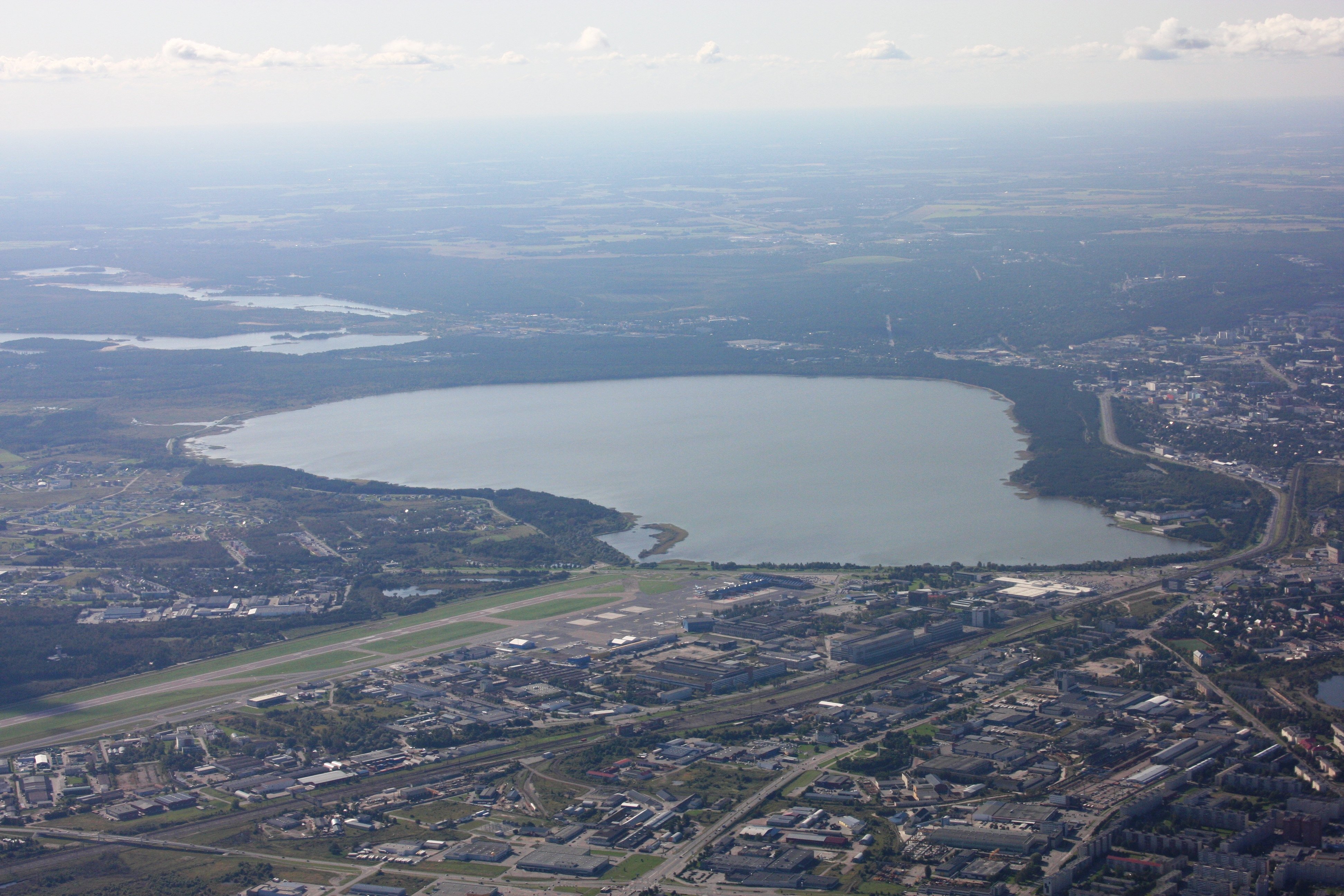
Озеро Юлемисте (вид со стороны Ласнамяэ)
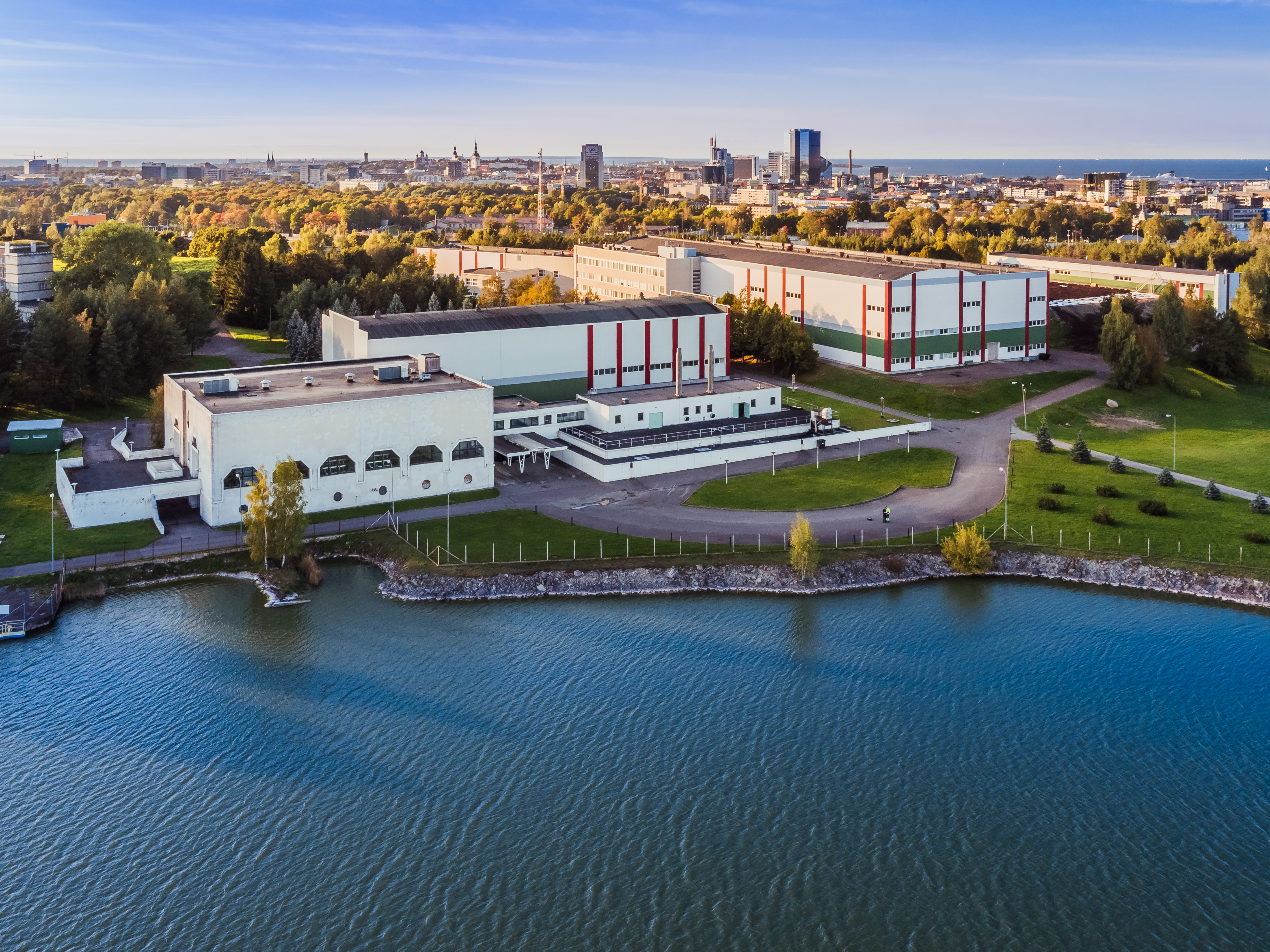
Водоочистная станция
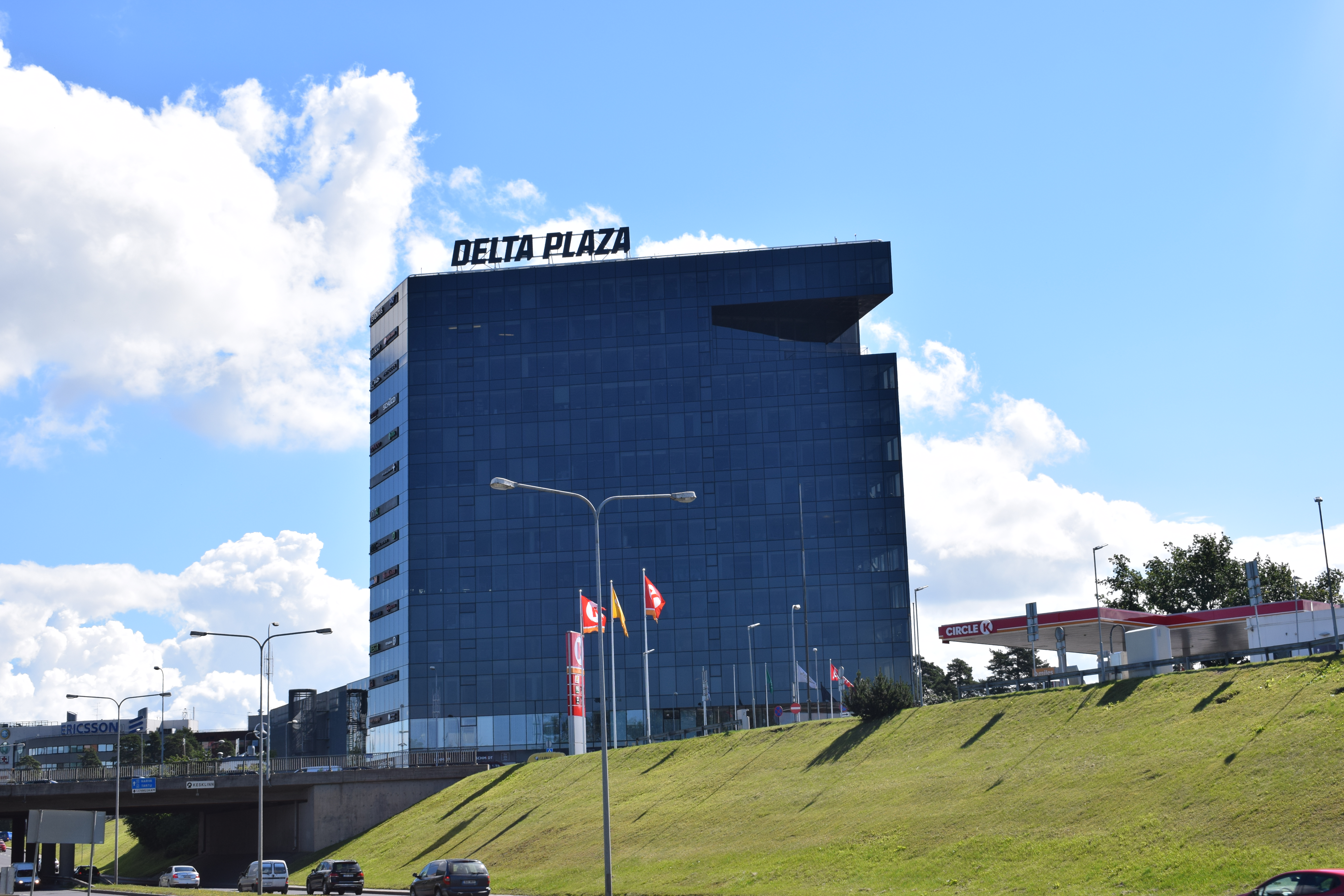
Здание «Delta Plaza»
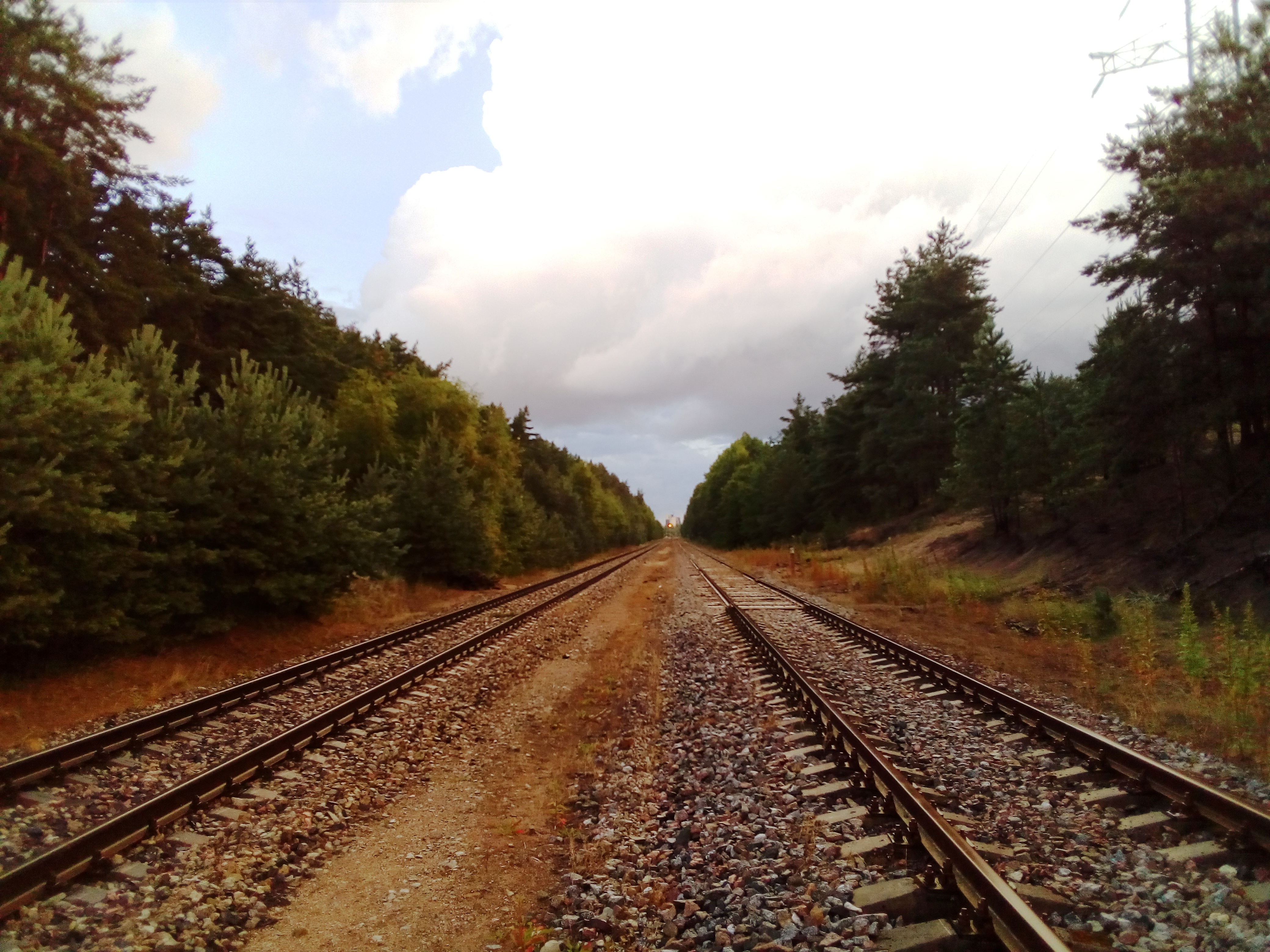
Железная дорога в лесу Ярве, 2017 год